# Ленинский (Орловский район)
Ленинский — хутор в Орловском районе Ростовской области.
Входит в состав Красноармейского сельского поселения.

## География
На хуторе имеются две улицы — Степная и Центральная.

## Население
| 2010 |
| ---- |
| 93   |